# Шейх Ахмед Сальяни
Шейх Ахмед Сальяни или Ахмед Гусейнзаде (азерб. Şeyx Əhməd Salyani, Əhməd Məhəmmədəli oğlu Hüseynzadə), (1812, Сальян, Ширванское ханство — 17 декабря 1887, Тифлис, Российская империя) — азербайджанский учёный-богослов, третий шейх аль-ислам мусульман Кавказа (1862—1884), занимавший пост 32 года.

## Биография

### Ранние годы
Ахмед Гусейнзаде родился в 1812 году в Сальяне во времена Ширванского ханства. Воспитывался с 1822 по 1832 год в родном городе у своего дяди Ахунда Моллы Мухаммада Хусейна. Затем он стал учеником бакинского муджтахида Ахунда Моллы Рамазана и учился у него ещё шесть лет, до 1838 года. После окончания учёбы он вернулся в Сальян в 1839 году и в течение 6 лет преподавал различные предметы местным детям. Позже он получил высшее религиозное образование в Наджафе (Ирак) и Тбилиси, в последний он пошёл когда туда переехал его отец Мухаммед-Али.
Ахмед Гусейнзаде, вернувшийся с высокими религиозными званиями, работал на религиозных должностях в Тбилиси и Гяндже, а также занимался литературно-художественным творчеством. Владел арабским и персидским языками.

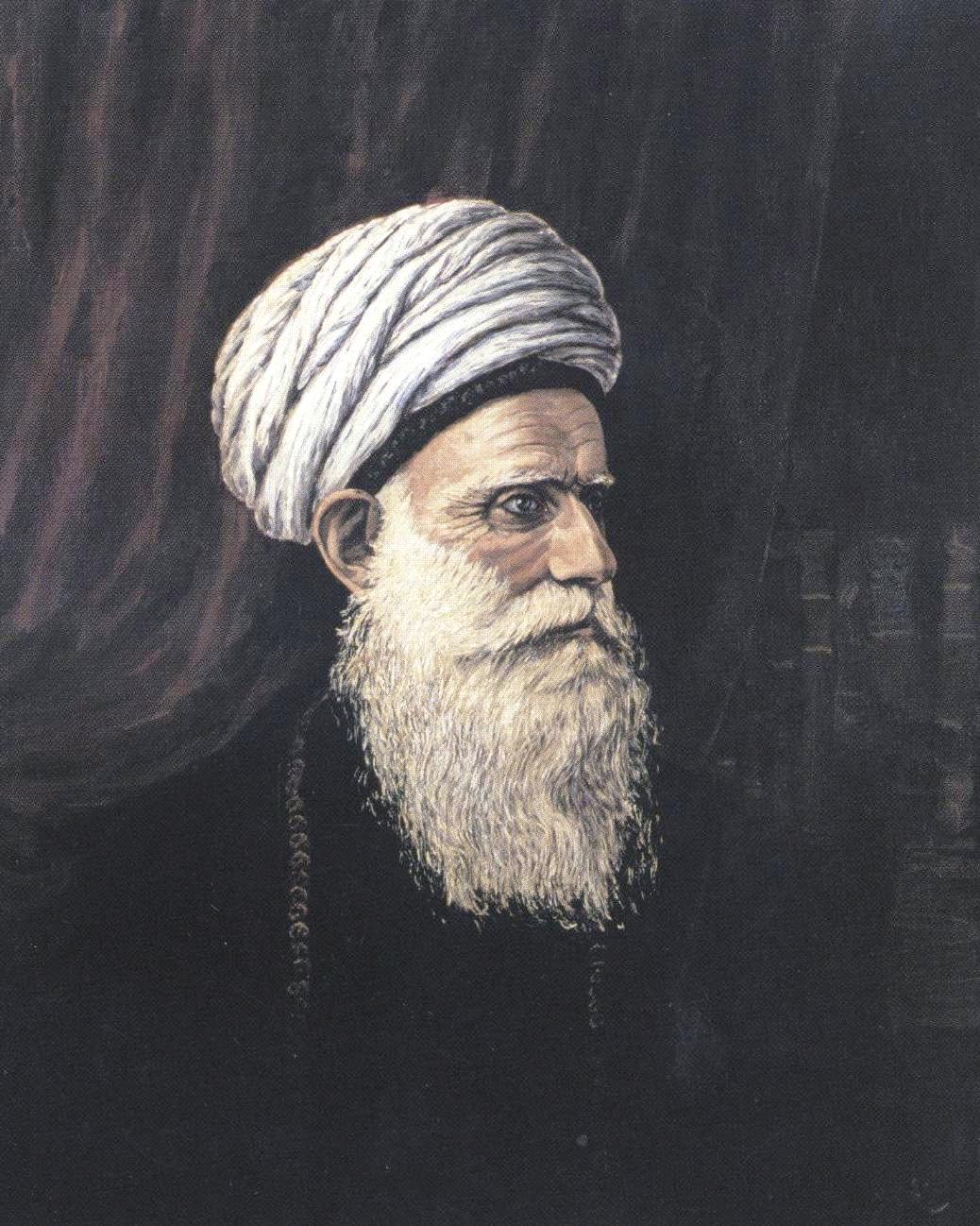
«Портрет Шейх аль-ислама», портрет кисти Али-бека Гусейнзаде

### На должности
В 1862 году император Александр II утвердил решение о назначении Ахунда Гусейнзаде шейх аль-исламом Закавказья после отставки прошлого Фазиля Эривани, и назначении ему жалованья в размере 1600 рублей в месяц из доходов страны. 5 апреля 1872 года были учреждены Закавказские мусульманские духовные правления, после чего деятельность Ахмеда Гусейнзаде была расширена, а его обязанности несколько увеличены. Его заместителем был Ахунд Мустафа Талибзаде, отец Абдуллы Шаига.

## Оценки
Мирза Фатали Ахундзаде характеризовал его как довольно либерально мыслящего священнослужителя, сотрудничающего с «Экинчи», первой газетой на азербайджанском языке.
В своем письме Юсиф-хану Мусташару в 1862 году, Ахундзаде писал о Гусейнзаде: «Я даже не считаю его муллой, а скорее духовным священнослужителем». Как и Ахундзаде, он был пропагандистом латинского алфавита для азербайджанского языка, отстаивал идею о том, что это не противоречит шариату и исламу.

## Смерть
Шейх аль-ислам Ахунд Ахмед Гусейнзаде ушёл в отставку в 1884 году и жил в Тбилиси, где и умер через 3 года в 1887 году.

## Семья

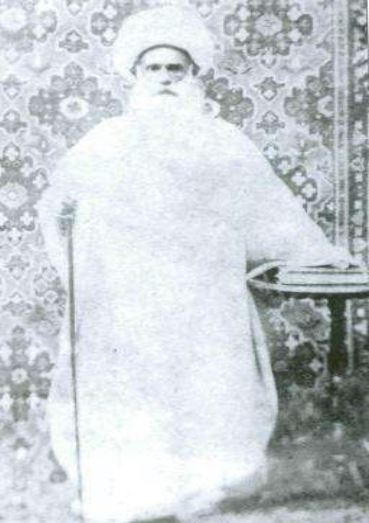
Ахунд Ахмед Сальяни в последние годы жизни

Он был женат на дочери своего дяди Мухаммеда Али Гусейнзаде, Хуснийе ханум, и имел от неё двух дочерей:
1. Фатима Гусейнзаде (1 апреля 1844 год — 1890 год) — вышла замуж за Хаджи Мухаммад-агой, сыном Хаджи Мирзы Хасана в Шемахе[2].
2. Хадиджа Гусейнзаде — вышла замуж за Муллу Хусейна Хусейнзаде, сына Казым бека Гусейнзаде из села Курузма[5].

Внуки, сыновья Хадиджи:
1. Исмаил Гусейнзаде (1868—1941) — женат на своей двоюродной сестре Мине (1878 год рож.), дочери Фатимы Гусейнзаде. Имел детей.
2. Али-бек Гусейнзаде (1864—1940) — азербайджанский учёный и философ.

## Награды
Орден Святой Анны 2-й степени с Императорской короной (22 сентября 1871 года).
Орден Святого Владимира 3-й класс (30 августа 1881 года).